# Рудько, Мария Ивановна
Мария Ивановна Рудько (1920 год, Петровское, Киргизская АССР, РСФСР — СССР) — колхозница, Герой Социалистического Труда (1948).

## Биография
Родилась в 1920 году в селе Петровское. С 1927 года по 1950 год работала звеньевой в колхозе имени Панфилова. Затем работала заведующей молочно-товарной фермы. С 1951 года работала заведующей сектором кадров в Лозовском райисполкоме.
В 1947 году звено под руководством Марии Рудько собрало 30,6 центнеров пшеницы с посевной площади в размере 27 гектаров и 28 центнеров пшеницы с 13 гектаров. За этот трудовой подвиг Мария Рудько была удостоена в 1948 году звания Героя Социалистического Труда с вручением ордена Ленина и золотой медали «Серп и Молот».
В 1951 Мария заняла пост заведующей сектором кадров Лозовского районного Совета депутатов трудящихся.
Впоследствии переехала в Ставропольский край.

## Награды
- Герой Социалистического Труда — Указом Президиума Верховного Совета от 28 марта 1948 года.
- Орден Ленина (1948).

## Источник
- Герои Социалистического труда по полеводству Казахской ССР. Алма-Ата, 1950. 412 стр.